# مدل رنگی قرمز زرد آبی

مدل رنگی قرمز زرد آبی یا آروای‌بی انگلیسی: RYB color model (مخفف قرمز زرد آبی) یک مدل رنگ ترکیبی کاهشی هست و به عنوان رنگ های اصلی رایج مورد استفاده است. این مدل در اصل در هنر، یادگیری طراحی به خصوص نقاشی استفاده می‌شود.